# Non, à jamais sans toi
Chansons représentant la Suisse au Concours Eurovision de la chanson
I miei pensieri
(1964) Ne vois-tu pas ?
(1966)
Non, à jamais sans toi est la chanson représentant la Suisse au Concours Eurovision de la chanson 1965. Elle est interprétée par Yovánna.
La chanson est la dix-huitième et dernière de la soirée, suivant Čežnja interprétée par Vice Vukov pour la Yougoslavie.
À la fin des votes, la chanson reçoit huit points et prend la huitième place sur dix-huit participants.